# Tatsuya Fukumuro
Tatsuya Fukumuro, znany jako Nhato albo kyu – japoński producent muzyczny. Jest on powiązany z wytwórnią Otographic Music.
Niektóre z jego utworów są remiksami ścieżki dźwiękowej z gry Touhou Project.
Kiedy zaczął tworzyć muzykę trance, jego styl przypominał bardziej dubstep/house.
Nhato występuje również w różnych innych wytwórniach, jak np. Massive CircleZ, a także w HARDCORE TANO*C. Jest on też powiązany z "Star Trail" dla beatmania IIDX.

## Dyskografia
- Fuhaku/Raihaku (2009)
- Rouge for Lips (2009, minialbum)
- Tokyo Blue Pipe (2010)
- Far East Garden (2011)
- Etude (2012)
- Eureka/Past and Then (2013)
- Aurora (2014)
- Ondine (2015)
- Kaede (2015)
- Ibuki (2016)
- Rinne (2017, minialbum)
- Enigma (2019)
- Trace of Will (2019)